# Prix Walter-Hitschfeld
Le Prix Walter-Hitschfeld est remis pour honorer la mémoire de Walter Hitschfeld, membre fondateur de l'Association canadienne d'administrateurs de recherche universitaire, et en témoignage de reconnaissance pour son dévouement et sa contribution exceptionnelle au service de l'organisation, un prix est décerné chaque année à une personne ayant fait preuve d'un dévouement exceptionnel dans le but d'enrichir la recherche universitaire au Canada.

## Lauréats
- 1990 - Maurice L'Abbé
- 1991 - Janet Halliwell
- 1992 - Gordon Maclachlan
- 1993 - Art Headlam
- 1994 - Gordon McNabb
- 1995 - Niall Gogan
- 1996 - Paule Leduc
- 1997 - Kenneth Davey
- 1998 - Aucun prix accordé
- 1999 - Aucun prix accordé
- 2000 - Henry Friesen
- 2001 - Aucun prix accordé
- 2002 - Richard Spratley
- 2003 - Peter Munsche
- 2004 - Dr. Strangway
- 2005 - Aucun prix accordé